# Óscar Abril Ascaso

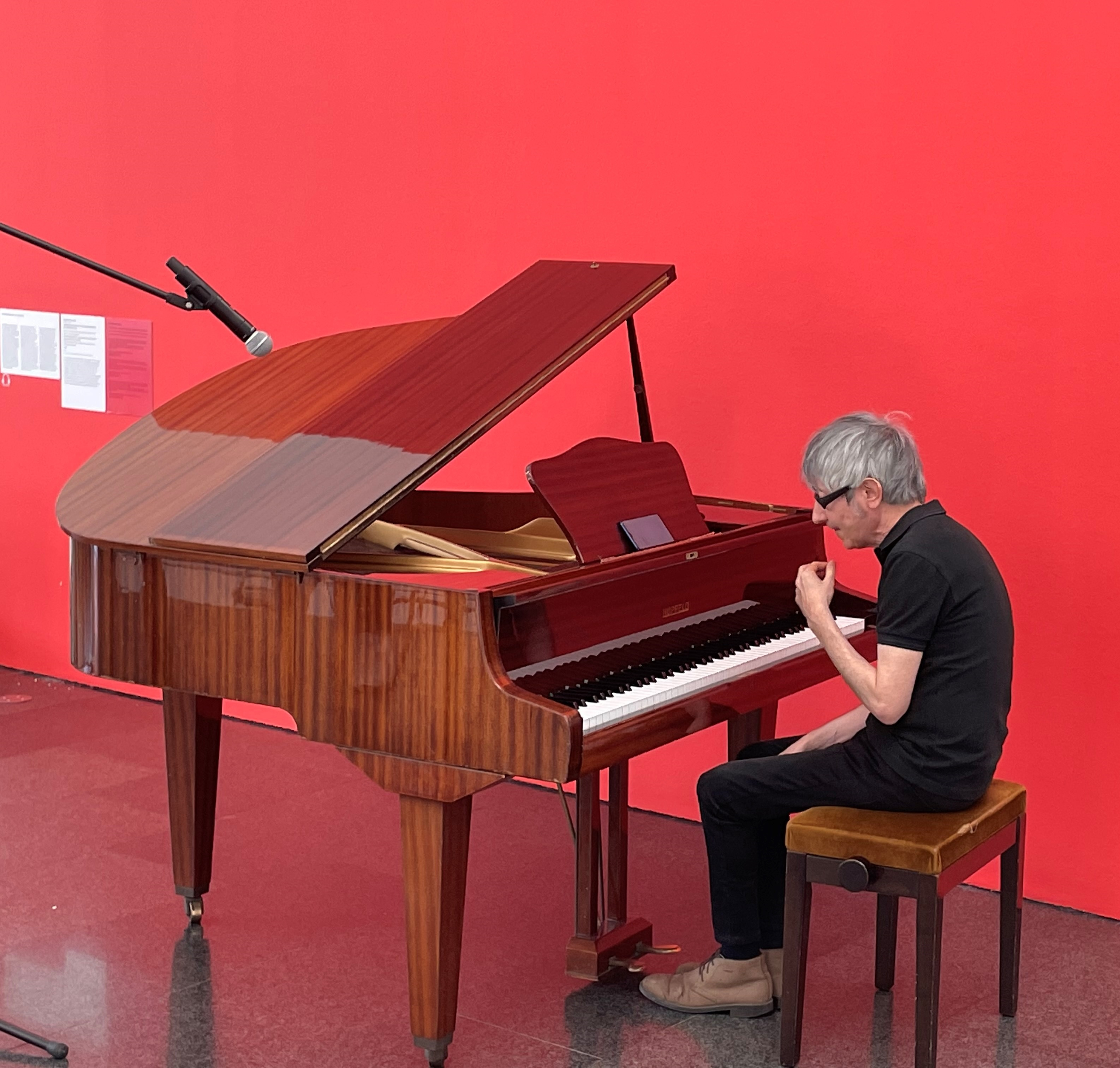
Oscar Abril Ascaso en el MACBA, ejecutando una de las piezas de su programa LTM Low Tech Music en febrero de 2021

Óscar Abril Ascaso (Barcelona, 1966) es un artista, músico, productor cultural e historiador de arte español especializado en arte contemporáneo y la performance.

## Biografía
Licenciado en Historia del Arte en la Universidad de Barcelona, ha realizado labores en el campo del comisariado, la crítica, dirección de talleres, seminarios, radio y televisión. Centra sus investigaciones en torno a las transformaciones en el ámbito de la producción de la música pop contemporánea y la performance, donde ha desarrollado la mayoría de sus proyectos. Ha trabajado sobre el arte sonoro  como codirector del Festival Zeppelín hasta 2002 y el arte de nuevos medios. Desde 1998 y durante trece años, fue el responsable de exposiciones del Festival Sónar de Barcelona. Entre 2005 y 2006 codirigió con el colectivo Elástico, el proyecto sobre cultura libre y propiedad intelectual CopyFight, ha comisariado la Techformance de ARCOmadrid, ha sido director artístico de LABoral Centro de Arte y Creación Industrial de Gijón (2014-2015) y ha trabajado como autor, junto a Lis Costas y Joan Casellas, de distintas actividades expositivas en el Museo de Arte Contemporáneo de Barcelona MACBA entre 2007 y 2018. Como músico, ha cultivado una fructífera relación con Sedcontra, que incluyó la publicación de un álbum en el que convertían en canciones a los textos de muchos filósofos existencialistas franceses, como Gilles Deleuze. Durante un corto período de tiempo, fue director de Innovación, Conocimientos y Artes Visuales, en el Ayuntamiento de Barcelona.
Sus contribuciones a la escena artística barcelonesa van mucho más allá de lo que indica su currículum. Activista incasable, presente en múltiples acontecimientos de su barrio de Gracia y de la ciudad, ha ayudado a la emergencia de muchos proyectos de artistas más jóvenes. El mismo ha definido su ideología como "neoanarquista, municipalista e iberista. Anticapitalista, en general."